# Marcin Rogalski
Marcin Rogalski (ur. 15 lipca 1982 w Bydgoszczy) – polski piłkarz występujący na pozycji obrońcy.
Wcześniej reprezentował barwy Zawiszy Bydgoszcz, Stomilu Olsztyn, Wisły Płock, KSZO Ostrowiec Świętokrzyski, Toruńskiego KP, Piaście Gliwice i Unii Janikowo.
W 1999 roku zdobył z Reprezentacją Polski U-16 srebrny medal Mistrzostw Europy.